# Veka och Grimsholmen
Ej att förväxla med Veka naturreservat, Halmstads kommun.
Veka och Grimsholmen är en av SCB avgränsad och namnsatt småort i Falkenbergs kommun i Hallands län. den omfattar bebyggelse i orterna Veka och Grimsholmen belägna i Skrea socken söder om Falkenberg.